# 楽浪田氏
楽浪田氏（らくろうでんし、ナンナンジョンし、朝鮮語: 낙랑전씨）は、前漢の武帝が紀元前108年に朝鮮半島に設置した植民地である漢四郡で勢力を張った漢人豪族。

## 考証
三上次男は、楽浪郡・帯方郡の古墳から出土する印章、漆器、塼、封泥などの銘文に記された姓をもとに、楽浪郡・帯方郡における漢人豪族の状況・変化を考察している。
1. 楽浪王氏と楽浪韓氏は、楽浪郡存立時期および楽浪郡滅亡後も続いた豪族であり、楽浪郡滅亡後も楽浪郡・帯方郡の故地に住み続け、その勢力は続いている。
2. 楽浪王氏と楽浪韓氏以外の豪族は、楽浪郡前期から帯方郡分置までの時期の銘文にみられる楽浪程氏・楽浪張氏・楽浪田氏・楽浪高氏、楽浪郡後期・帯方郡分置から楽浪郡・帯方郡滅亡までの時期の銘文にみられる楽浪呉氏・楽浪貫氏・楽浪杜氏、楽浪郡滅亡後の後楽浪期・帯方郡滅亡以後の銘文にみられる楽浪孫氏・楽浪佟氏があるが、楽浪王氏・楽浪韓氏に比べると銘文の出現頻度が低い。
3. 楽浪郡前期の銘文にみられる楽浪王氏・楽浪韓氏・楽浪程氏・楽浪張氏・楽浪田氏・楽浪高氏の銘文資料はいずれも大同江南側地域の木槨墓から出土しており、楽浪郡朝鮮県、あるいはそれに近い県を本貫にしている。